# Nicole Arendt
Nicole Arendt (Somerville (New Jersey), 26 augustus 1969) is een voormalig tennisspeelster uit de Verenigde Staten. Zij begon met tennis toen zij negen jaar oud was. Zij was actief in het proftennis van 1991 tot medio 2003.

## Loopbaan

### Enkelspel
Arendt debuteerde in 1986 op het ITF-toernooi van San Antonio, TX (VS). Zij veroverde ogenblikkelijk haar eerste titel, door de Nederlandse Manon Bollegraf te verslaan. (In de periode 1995–2000 zou Arendt met Bollegraf talloze malen aan WTA-dubbelspeltoernooien deelnemen, waarvan zij er negen wonnen.) In totaal won zij vier ITF-titels, de laatste in 1991 in Greensboro (VS).
In 1991 kwalificeerde Arendt zich voor het eerst voor een WTA-hoofdtoernooi, op het toernooi van Albuquerque. Zij bereikte er de tweede ronde. Zij haalde in het enkelspel nooit een WTA-finale.
Haar beste resultaat op de grandslamtoernooien is het bereiken van de vierde ronde, op Roland Garros 1997. Haar hoogste notering op de WTA-ranglijst is de 49e plaats, die zij bereikte in juni 1997.

### Dubbelspel
Arendt behaalde in het dubbelspel betere resultaten dan in het enkelspel. Zij debuteerde in 1986 op het ITF-toernooi van Fayetteville, NC (VS) samen met landgenote Anne Grousbeck – zij bereikten meteen de halve finale, die zij verloren van het Nederlandse koppel Carin Bakkum / Manon Bollegraf. Zij stond in 1990 voor het eerst in een finale, op het ITF-toernooi van Lady Lake, FL (VS), samen met landgenote Kay Louthian – hier veroverde zij haar eerste titel, door de Japanse Miki Mizokuchi en Shiho Okada te verslaan. In totaal won zij acht ITF-titels, de laatste in 1999 in Nashville, TN (VS).
In 1991 kwalificeerde Arendt zich voor het eerst voor een WTA-hoofdtoernooi, op het toernooi van Westchester, samen met landgenote Christine O'Reilly. Zij kwamen niet voorbij de eerste ronde. Zij stond in 1991 voor het eerst in een WTA-finale, op het toernooi van Schenectady, samen met landgenote Shannan McCarthy – zij verloren van Rachel McQuillan en Claudia Porwik. In 1993 veroverde Arendt haar eerste WTA-titel, op het toernooi van Jakarta, samen met de Australische Kristine Radford, door de Amerikaanse zussen Amy en Erika deLone te verslaan. In totaal won zij zestien WTA-titels, de laatste in 2002 in Auckland, samen met de Zuid-Afrikaanse Liezel Huber.
Haar beste resultaat op de grandslamtoernooien is het bereiken van de finale, zowel in het vrouwendubbelspel op Wimbledon 1997 met de Nederlandse Manon Bollegraf, als in het gemengd dubbelspel op het Australian Open 1996 en Roland Garros 1996, beide met haar landgenoot Luke Jensen. Haar hoogste notering op de WTA-ranglijst is de derde plaats, die zij bereikte in augustus 1997.

## Posities op deWTA-ranglijst
Positie per einde seizoen:
| jaar | rang enkelspel | rang dubbelspel |
| ---- | -------------- | --------------- |
| 2003 | –              | 314             |
| 2002 | –              | 19              |
| 2001 | –              | 10              |
|      |                |                 |
| 1999 | 142            | 32              |
|      |                |                 |
| 1997 | 63             | 8               |
| 1996 | 79             | 11              |
| 1995 | 114            | 11              |
| 1994 | 73             | 24              |
| 1993 | 88             | 85              |
| 1992 | 124            | 146             |
| 1991 | 211            | 127             |
| 1990 | 388            | –               |
|      |                |                 |
| 1988 | 461            | 426             |
| 1987 | 366            | –               |
| 1986 | 164            | –               |

## Palmares
| Legenda                |
| ---------------------- |
| Grandslamtoernooi      |
| Olympische Spelen      |
| Year-End Championships |
| Tier I                 |
| Tier II                |
| Tier III               |
| Tier IV & V            |

### WTA-finaleplaatsen vrouwendubbelspel
| nr.              | finale     | toernooi          | ondergrond    | partner           | tegenstandsters                       | score          |         |
| ---------------- | ---------- | ----------------- | ------------- | ----------------- | ------------------------------------- | -------------- | ------- |
| gewonnen finales |            |                   |               |                   |                                       |                |         |
| 01.              | 1993-05-02 | WTA Jakarta       | hardcourt     | Kristine Radford  | Amy deLone Erika deLone               | 6-3, 6-4       | details |
| 02.              | 1994-05-01 | WTA Jakarta       | hardcourt     | Kristine Radford  | Kerry-Anne Guse Andrea Strnadová      | 6-2, 6-2       | details |
| 03.              | 1995-02-19 | WTA Oklahoma      | hardcourt (i) | Laura Golarsa     | Katrina Adams Brenda Schultz          | 6-4, 6-3       | details |
| 04.              | 1995-04-02 | WTA Hilton Head   | gravel        | Manon Bollegraf   | Gigi Fernández Natallja Zverava       | 0-6, 6-3, 6-4  | details |
| 05.              | 1995-04-16 | WTA Houston       | gravel        | Manon Bollegraf   | Wiltrud Probst Rene Simpson           | 6-4, 6-2       | details |
| 06.              | 1995-10-08 | WTA Zürich        | hardcourt (i) | Manon Bollegraf   | Chanda Rubin Caroline Vis             | 6-4, 64-7, 6-4 | details |
| 07.              | 1995-11-05 | WTA Québec        | tapijt (i)    | Manon Bollegraf   | Lisa Raymond Rennae Stubbs            | 7-66, 4-6, 6-2 | details |
| 08.              | 1996-05-25 | WTA Edinburgh     | gravel        | Manon Bollegraf   | Gigi Fernández Natallja Zverava       | 6-3, 2-6, 7-66 | details |
| 09.              | 1996-10-13 | WTA Filderstadt   | hardcourt (i) | Jana Novotná      | Martina Hingis Helena Suková          | 6-2, 6-3       | details |
| 10.              | 1997-02-23 | WTA Hannover      | tapijt (i)    | Manon Bollegraf   | Larisa Neiland Brenda Schultz         | 4-6, 6-3, 7-64 | details |
| 11.              | 1997-05-11 | WTA Rome          | gravel        | Manon Bollegraf   | Conchita Martínez Patricia Tarabini   | 6-2, 6-4       | details |
| 12.              | 1997-05-24 | WTA Edinburgh     | gravel        | Manon Bollegraf   | Rachel McQuillan Nana Miyagi          | 6-1, 3-6, 7-5  | details |
| 13.              | 1997-08-24 | WTA Atlanta       | hardcourt     | Manon Bollegraf   | Alexandra Fusai Nathalie Tauziat      | 65-7, 6-3, 6-2 | details |
| 14.              | 2001-01-13 | WTA Canberra      | hardcourt     | Ai Sugiyama       | Nannie de Villiers Annabel Ellwood    | 6-4, 7-62      | details |
| 15.              | 2001-03-17 | WTA Indian Wells  | hardcourt     | Ai Sugiyama       | Virginia Ruano Pascual Paola Suárez   | 6-4, 6-4       | details |
| 16.              | 2002-01-05 | WTA Auckland      | hardcourt     | Liezel Huber      | Květa Hrdličková Henrieta Nagyová     | 7-5, 6-4       | details |
| verloren finales |            |                   |               |                   |                                       |                |         |
| 01.              | 1991-08-25 | WTA Schenectady   | hardcourt     | Shannan McCarthy  | Rachel McQuillan Claudia Porwik       | 2-6, 4-6       | details |
| 02.              | 1993-04-25 | WTA Kuala Lumpur  | hardcourt (i) | Kristine Radford  | Patty Fendick Meredith McGrath        | 4-6, 62-7      | details |
| 03.              | 1994-04-24 | WTA Singapore     | hardcourt     | Kristine Radford  | Patty Fendick Meredith McGrath        | 4-6, 1-6       | details |
| 04.              | 1995-04-09 | WTA Amelia Island | gravel        | Manon Bollegraf   | Amanda Coetzer Inés Gorrochategui     | 2-6, 6-3, 2-6  | details |
| 05.              | 1996-10-20 | WTA Zürich        | hardcourt (i) | Natallja Zverava  | Martina Hingis Helena Suková          | 5-7, 4-6       | details |
| 06.              | 1996-11-17 | WTA Philadelphia  | tapijt (i)    | Lori McNeil       | Lisa Raymond Rennae Stubbs            | 4-6, 6-3, 3-6  | details |
| 07.              | 1997-04-13 | WTA Amelia Island | gravel        | Manon Bollegraf   | Lindsay Davenport Jana Novotná        | 3-6, 0-6       | details |
| 08.              | 1997-06-22 | WTA Eastbourne    | gras          | Manon Bollegraf   | Lori McNeil Helena Suková             | niet gespeeld  | details |
| 09.              | 1997-07-06 | Wimbledon         | gras          | Manon Bollegraf   | Gigi Fernández Natallja Zverava       | 64-7, 4-6      | details |
| 10.              | 1997-08-17 | WTA Toronto       | hardcourt     | Manon Bollegraf   | Yayuk Basuki Caroline Vis             | 6-3, 5-7, 4-6  | details |
| 11.              | 2000-04-02 | WTA Miami         | hardcourt     | Manon Bollegraf   | Julie Halard-Decugis Ai Sugiyama      | 6-4, 5-7, 4-6  | details |
| 12.              | 2000-05-07 | WTA Hamburg       | gravel        | Manon Bollegraf   | Anna Koernikova Natallja Zverava      | 7-65, 2-6, 4-6 | details |
| 13.              | 2000-11-19 | WTA Championships | tapijt (i)    | Manon Bollegraf   | Martina Hingis Anna Koernikova        | 2-6, 3-6       | details |
| 14.              | 2001-07-29 | WTA Stanford      | hardcourt     | Caroline Vis      | Janet Lee Wynne Prakusya              | 6-3, 3-6, 3-6  | details |
| 15.              | 2001-08-12 | WTA Los Angeles   | hardcourt     | Caroline Vis      | Kimberly Po-Messerli Nathalie Tauziat | 3-6, 5-7       | details |
| 16.              | 2001-09-15 | WTA Bahia         | hardcourt     | Patricia Tarabini | Amanda Coetzer Lori McNeil            | 7-68, 2-6, 4-6 | details |

### Finaleplaatsen gemengd dubbelspel
| nr.              | finale     | toernooi        | ondergrond | partner     | tegenstanders                  | score         |         |
| ---------------- | ---------- | --------------- | ---------- | ----------- | ------------------------------ | ------------- | ------- |
| gewonnen finales |            |                 |            |             |                                |               |         |
| geen             |            |                 |            |             |                                |               |         |
| verloren finales |            |                 |            |             |                                |               |         |
| 1.               | 1996-01-28 | Australian Open | hardcourt  | Luke Jensen | Larisa Neiland Mark Woodforde  | 6-4, 5-7, 0-6 | details |
| 2.               | 1996-06-09 | Roland Garros   | gravel     | Luke Jensen | Patricia Tarabini Javier Frana | 2-6, 2-6      | details |

### ITF-titels enkelspel
1. 1986-01 San Antonio, Texas, VS
2. 1990-06 Lady Lake, Florida, VS
3. 1991-05 Sanibel Island, Florida, VS
4. 1991-06 Greensboro, VS

### ITF-titels dubbelspel
1. 1990-06 Lady Lake, Florida, VS
2. 1991-05 Sanibel Island, Florida, VS
3. 1992-07 Darmstadt, Duitsland
4. 1992-08 York, VS
5. 1992-10 Leawood, Kansas, VS
6. 1997-05 Le Touquet, Frankrijk
7. 1999-10 Largo, Florida, VS
8. 1999-10 Nashville, Tennessee, VS

## Resultaten grandslamtoernooien
| Legenda | Legenda                          |
| ------- | -------------------------------- |
| g.t.    | geen toernooi gehouden           |
| l.c.    | lagere categorie                 |
| –       | niet deelgenomen                 |
| G       | uitgeschakeld in de groepsfase   |
| 1R      | uitgeschakeld in de eerste ronde |
| 2R      | uitgeschakeld in de tweede ronde |
| 3R      | uitgeschakeld in de derde ronde  |
| 4R      | uitgeschakeld in de vierde ronde |
| KF      | uitgeschakeld in de kwartfinale  |
| HF      | uitgeschakeld in de halve finale |
| F       | de finale verloren               |
| W       | het toernooi gewonnen            |
| w-v     | winst/verlies-balans             |

### Enkelspel
| Australian Open | –  | –  | –  | 2R | 2R | 1R | 1R | 3R | 1R | –  |
| Roland Garros   | –  | –  | –  | –  | –  | –  | 1R | 1R | 4R | 2R |
| Wimbledon       | –  | –  | –  | –  | 2R | 2R | 1R | 3R | 3R | 2R |
| US Open         | 2R | 1R | 1R | 2R | 2R | 2R | 3R | 2R | 1R | –  |

### Vrouwendubbelspel
| Toernooi        | 1991 | 1992 | 1993 | 1994 | 1995 | 1996 | 1997 |    | 1999 | 2000 | 2001 | 2002 | 2003 |
| --------------- | ---- | ---- | ---- | ---- | ---- | ---- | ---- | -- | ---- | ---- | ---- | ---- | ---- |
| Australian Open | –    | 2R   | 1R   | 3R   | 2R   | HF   | KF   | KF | 1R   | HF   | 3R   | –    |      |
| Roland Garros   | –    | –    | –    | –    | HF   | KF   | KF   | 2R | 3R   | KF   | HF   | 2R   |      |
| Wimbledon       | –    | 1R   | 1R   | HF   | KF   | 3R   | F    | KF | 2R   | 2R   | 2R   | 1R   |      |
| US Open         | 1R   | –    | 1R   | 3R   | 2R   | KF   | HF   | KF | 1R   | 1R   | 2R   | –    |      |

### Gemengd dubbelspel
| Toernooi        | 1994 | 1995 | 1996 | 1997 |    | 2000 | 2001 | 2002 |
| --------------- | ---- | ---- | ---- | ---- | -- | ---- | ---- | ---- |
| Australian Open | –    | 2R   | F    | 1R   | 1R | KF   | 1R   |      |
| Roland Garros   | –    | 3R   | F    | 1R   | 1R | 2R   | 1R   |      |
| Wimbledon       | 1R   | 1R   | KF   | –    | 1R | 3R   | –    |      |
| US Open         | –    | 1R   | 2R   | –    | 1R | 1R   | 2R   |      |